# マスター・オブ・ゼロ
『マスター・オブ・ゼロ』（原題: Master of None）は、アメリカ合衆国のコメディドラマシリーズ。アジズ・アンサリが演じる30代独身俳優デフの生活を描く。制作はアジズ・アンサリとアラン・ヤンが務め、Netflixにより配信された。ニューヨークを舞台にしたシーズン1は2015年11月、イタリアとニューヨークを舞台にしたシーズン2は2017年5月に公開された。シーズン3は2021年5月に公開された。
番組は批評家から高い評価を受けており、プライムタイム・エミー賞3部門とゴールデングローブ賞を受賞している。

## あらすじ
ニューヨークに暮らすインド系アメリカ人のデフ（アジズ・アンサリ）。コマーシャル俳優として少しだけ有名だが、うだつが上がらない日々を送っている。デフはキャリアアップを目指し、個性的な友人や家族に見守られながら、自分の道を切り開く。

## 登場人物

### メインキャスト
※括弧内は日本語吹替
デフ
演 - アジズ・アンサリ （佐藤晴男）
インド移民二世のアメリカ人。役者として主にコマーシャルに出演している。
レイチェル
演 - ノエル・ウェルズ （佐伯美由紀）
デフの恋人。音楽業界で働いている。
アーノルド
演 - エリック・ウェアハイム （杉野田ぬき）
デフの友人。長身の白人。
ブライアン
演 - ケルヴィン・ユー （鮫島翔太）
デフの友人。台湾移民の二世。
デニース
演 - リナ・ウェイス （山本真弓）
デフの幼なじみの友人でレズビアン。
フランチェスカ
演 - アレッサンドラ・マストロナルディ （小橋のぞみ）
デフが修行するイタリアのパスタ店で働いている。
アリシア
演 - ナオミ・アッキー （北煬子）
デニースの妻。

## エピソード
| シーズン | シーズン | 話数 | 話数 | 放送期間      | 放送期間      |
| -------- | -------- | ---- | ---- | ------------- | ------------- |
|          | 1        | 10   | 10   | 2015年11月6日 | 2015年11月6日 |
|          | 2        | 10   | 10   | 2017年4月12日 | 2017年4月12日 |
|          | 3        | 5    | 5    | 2021年5月23日 | 2021年5月23日 |

＊各シーズン全話一斉配信

### シーズン1 (2015)
| 通算 話数 | シーズン 話数 | タイトル                             | 監督                   | 脚本                                                             | 公開日        |
| --------- | ------------- | ------------------------------------ | ---------------------- | ---------------------------------------------------------------- | ------------- |
| 1         | 1             | "プランB" "Plan B"                   | ジェームズ・ポンソルト | アジズ・アンサリ & アラン・ヤン                                  | 2015年11月6日 |
| 2         | 2             | "ペアレンツ" "Parents"               | アジズ・アンサリ       | アジズ・アンサリ & アラン・ヤン                                  | 2015年11月6日 |
| 3         | 3             | "ホット・チケット" "Hot Ticket"      | ジェームズ・ポンソルト | 原案: ハリス・ウィッテルズ 脚本: アジズ・アンサリ & アラン・ヤン | 2015年11月6日 |
| 4         | 4             | "インド人・オン・TV" "Indians on TV" | エリック・ウェアハイム | アジズ・アンサリ & アラン・ヤン                                  | 2015年11月6日 |
| 5         | 5             | "ジ・アザー・マン" "The Other Man"   | エリック・ウェアハイム | Joe Mande & Aniz Ansari                                          | 2015年11月6日 |
| 6         | 6             | "ナッシュビル" "Nashville"           | アジズ・アンサリ       | アジズ・アンサリ & アラン・ヤン                                  | 2015年11月6日 |
| 7         | 7             | "紳士と淑女" "Ladies and Gentlemen"  | リン・シェルトン       | 原案: Andrew Blitz 脚本: Sarah Peters & Zoe Jarman               | 2015年11月6日 |
| 8         | 8             | "オールド・ピープル" "Old People"    | リン・シェルトン       | アジズ・アンサリ & アラン・ヤン                                  | 2015年11月6日 |
| 9         | 9             | "モーニングズ" "Mornings"            | エリック・ウェアハイム | アジズ・アンサリ & アラン・ヤン                                  | 2015年11月6日 |
| 10        | 10            | "フィナーレ" "Finale"                | エリック・ウェアハイム | アジズ・アンサリ & アラン・ヤン                                  | 2015年11月6日 |

### シーズン2 (2017)
| 通算 話数 | シーズン 話数 | タイトル                                            | 監督                   | 脚本                                                        | 公開日        |
| --------- | ------------- | --------------------------------------------------- | ---------------------- | ----------------------------------------------------------- | ------------- |
| 11        | 1             | "誕生日泥棒" "The Thief"                            | アジズ・アンサリ       | 原案: Andy Blitz 脚本: アジズ・アンサリ & アラン・ヤン      | 2017年5月12日 |
| 12        | 2             | "レ・ノッツェ" "Le Nozze"                           | アジズ・アンサリ       | アジズ・アンサリ & アラン・ヤン                             | 2017年5月12日 |
| 13        | 3             | "ピッグ・ワイルド" "Religion"                       | アラン・ヤン           | アジズ・アンサリ & Aniz Adam Ansari                         | 2017年5月12日 |
| 14        | 4             | "ファースト・デート" "First Date"                   | エリック・ウェアハイム | 原案: Sarah Schneider 脚本: アジズ・アンサリ & アラン・ヤン | 2017年5月12日 |
| 15        | 5             | "ディナー・パーティー" "The Dinner Party"           | エリック・ウェアハイム | アジズ・アンサリ & アラン・ヤン                             | 2017年5月12日 |
| 16        | 6             | "ニューヨーク、アイラブユー" "New York, I Love You" | アラン・ヤン           | 原案: Cord Jefferson 脚本: アジズ・アンサリ & アラン・ヤン  | 2017年5月12日 |
| 17        | 7             | "ドアNo.3" "Door #3"                                | メリーナ・マツーカス   | 原案: Lakshmi Sundaram                                      | 2017年5月12日 |
| 18        | 8             | "サンクスギビング" "Thanksgiving"                   | メリーナ・マツーカス   | アジズ・アンサリ & リナ・ウェイス                           | 2017年5月12日 |
| 19        | 9             | "アマルシ・ウン・ポ" "Amarsi Un Po'"                | アジズ・アンサリ       | アジズ・アンサリ                                            | 2017年5月12日 |
| 20        | 10            | "ブオナ・ノッテ" "Buona Notte"                      | アジズ・アンサリ       | アジズ・アンサリ & アラン・ヤン                             | 2017年5月12日 |

### シーズン3 (2021)
| 通算 話数 | シーズン 話数 | タイトル                                             | 監督             | 脚本                              | 公開日        |
| --------- | ------------- | ---------------------------------------------------- | ---------------- | --------------------------------- | ------------- |
| 21        | 1             | "愛のモーメント、第1章" "Moments in Love, Chapter 1" | アジズ・アンサリ | アジズ・アンサリ & リナ・ウェイス | 2021年5月23日 |
| 22        | 2             | "愛のモーメント、第2章" "Moments in Love, Chapter 2" | アジズ・アンサリ | アジズ・アンサリ & リナ・ウェイス | 2021年5月23日 |
| 23        | 3             | "愛のモーメント、第3章" "Moments in Love, Chapter 3" | アジズ・アンサリ | アジズ・アンサリ & リナ・ウェイス | 2021年5月23日 |
| 24        | 4             | "愛のモーメント、第4章" "Moments in Love, Chapter 4" | アジズ・アンサリ | アジズ・アンサリ & リナ・ウェイス | 2021年5月23日 |
| 25        | 5             | "愛のモーメント、第5章" "Moments in Love, Chapter 5" | アジズ・アンサリ | アジズ・アンサリ & リナ・ウェイス | 2021年5月23日 |

## 製作
Netflixは2015年11月6日に第1シーズンを全世界に配信した。第2シーズンは2017年4月12日に配信された。
続編について、アジズ・アンサリは2017年4月にVultureに「シーズン3をやるかどうかはわからない。復帰する前に長い休みが必要になっても驚かないよ。サードシーズンを書く前に別の男にならないといけないというのが僕の個人的な考えで、結婚したり子供を持ったりしないといけないんだ。」と述べていた。2018年7月、Netflixのオリジナルコンテンツの責任者シンディ・ホランドは第3シーズンについて「アジズが準備ができたら」と述べた。
2020年初頭にロンドンで第3シーズンの制作が開始されたが、COVID-19のパンデミックのため保留され、2021年1月に制作再開の準備が整った。第3シーズンではナオミ・アッキーがキャストに加わることになった。

## 評価

### 批評
本作は批評家から極めて高い評価を受けている。第1シーズンは、映画批評集積サイトのRotten Tomatoesに64件のレビューがあり、批評家支持率は100%、平均点は10点満点で9.03点となっている。また、Metacriticには31件のレビューがあり、加重平均値は91/100となっている。
第2シーズンは、映画批評集積サイトのRotten Tomatoesに53件のレビューがあり、批評家支持率は100%、平均点は10点満点で8.91点となっている。また、Metacriticには24件のレビューがあり、加重平均値は91/100となっている。